# Bertus Hoogerman
Bertus Hoogerman (Hoorn, 23 aprile 1938 – 21 novembre 2004) è stato un calciatore olandese.

## Carriera
Dal 1956 al 1965 Hoogerman milita nell'Ajax, vincendo con i lancieri di Amsterdam due campionati nelle stagioni 1956-1957 e 1959-1960 oltre ad una KNVB beker nel 1961.
Nel 1962 si aggiudica con i lancieri la Coppa Piano Karl Rappan 1961-1962, giocando anche nella vittoriosa finale contro i connazionali del Feyenoord.
Lasciato l'Ajax nel 1965, l'anno seguente passa all'Hollandia Victoria Combinatie.
Nel 1967 venne ingaggiato dagli statunitensi del Pittsburgh Phantoms. Nell'unica stagione con i Phantoms si piazza al sesto ed ultimo posto della Eastern Division della NPSL.
L'anno seguente viene ingaggiato dal Kansas City Spurs, società con cui raggiungerà le semifinali della North American Soccer League 1968.

## Palmarès

### Competizioni nazionali
- Campionato olandese: 2

Ajax: 1956-1957, 1959-1960
- Coppa dei Paesi Bassi: 1

Ajax: 1960-1961

### Competizioni internazionali
- Coppa Piano Karl Rappan: 1

Ajax: 1961-1962